# LIBRIS
O LIBRIS — Library Information System — é uma base de dados bibliográficos da Suécia, gerida pela Biblioteca Nacional da Suécia.
Contém aproximadamente 6,5 milhões de títulos.
A Biblioteca Nacional publica desde 1972 um boletim informativo – LIBRIS-meddelanden.